# Concierto para piano n.º 9 (Mozart)

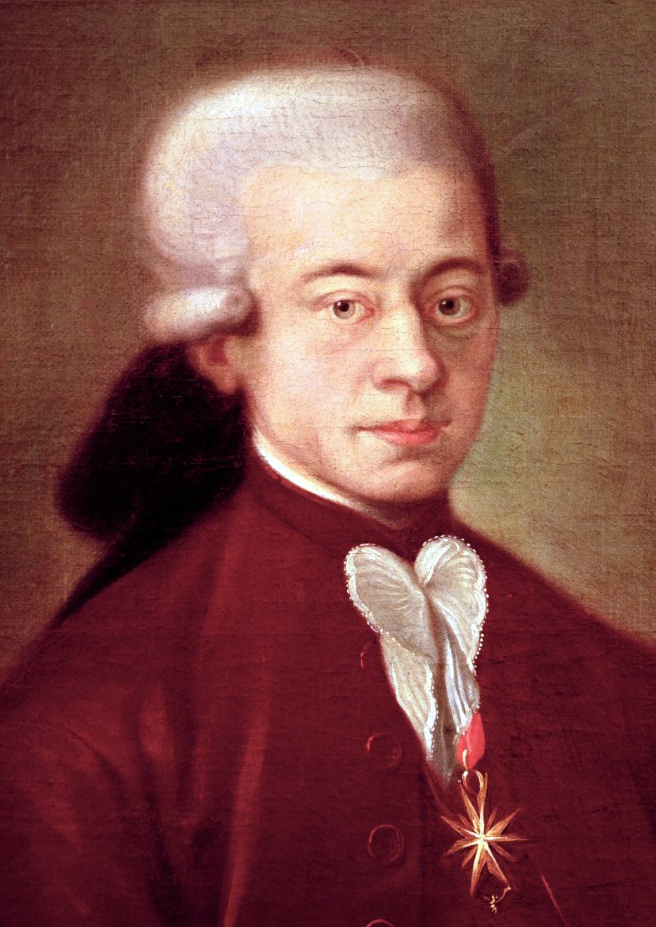
Mozart en 1777, el año del concierto. Este retrato fue pintado en Bolonia por un artista desconocido.

El Concierto para piano n.º 9, en mi bemol mayor, K. 271, de Wolfgang Amadeus Mozart fue escrito en Salzburgo en 1777, cuando Mozart tenía la edad de 21 años. Durante mucho tiempo, esta obra fue conocida con el sobrenombre de Jeunehomme, apellido de una supuesta pianista francesa. Los expertos no pueden identificar a la mujer para quien Mozart escribió realmente la pieza. Recientemente, el musicólogo Michael Lorenz ha argumentado que la mujer era realmente Victoire Jenamy (1749-1812), hija de Jean-Georges Noverre, un famoso bailarín que se convirtió en uno de los mejores amigos de Mozart.

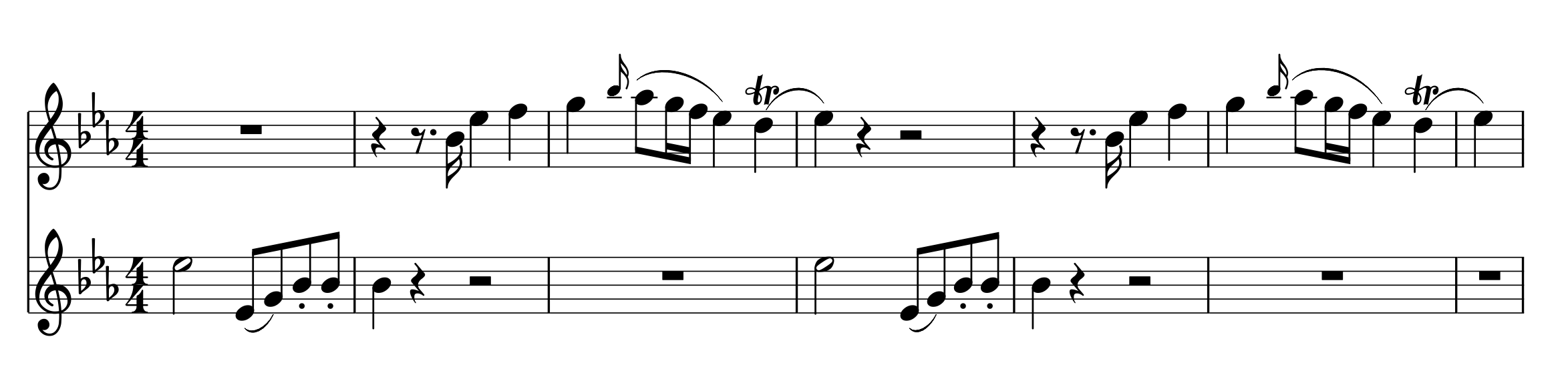
Tema principal del primer movimiento.

## Estructura
La obra está escrita para piano solo, dos oboes, dos trompas, y cuerdas.
Consta de tres movimientos:
1. Allegro, en mi bemol mayor y compás de compasillo.
2. Andantino, en do menor y compás de 3/4.
3. Rondó (Presto), en mi bemol mayor y tempo Alla breve.

El primer movimiento se inicia, lo que es inusual para el compás en que está escrito, con intervenciones del solista, anticipando los conciertos para piano cuarto y quinto de Ludwig van Beethoven. Como testifican las notas de Girdlestone (1964), su desviación de lo convencional no termina en esta entrada temprana del piano solo, sino que continúa en el estilo de diálogo entre piano y orquesta en el resto del movimiento. Mozart escribió dos cadenzas para este movimiento.
El segundo movimiento está escrito en el relativo menor de la tonalidad. Tan sólo en cinco de los conciertos para piano de Mozart el segundo movimiento está escrito en el relativo menor de la tonalidad principal (KV 41, KV 271, KV 456, KV 482 y KV 488. El KV 41 es un arreglo). Mozart escribió dos cadenzas para este movimiento.
El tercer movimiento, que comienza con el piano solo, está escrito en forma rondó sobre una amplia escala. Está interrumpido, sorprendentemente, por una sección de minueto lenta (un procedimiento que Mozart repetiría en su Concierto para piano n.º 22, de 1785, también compuesto en la tonalidad de mi bemol mayor). La composición termina en el tempo original.

## Recepción
La obra está muy bien considerada por los críticos. Charles Rosen la ha calificado como "quizás la primera obra maestra inequívoca [del] estilo clásico". Alfred Brendel la considera "una de las mayores maravillas del mundo". Alfred Einstein la apodó la "Eroica de Mozart."